# Reciclaje de cemento

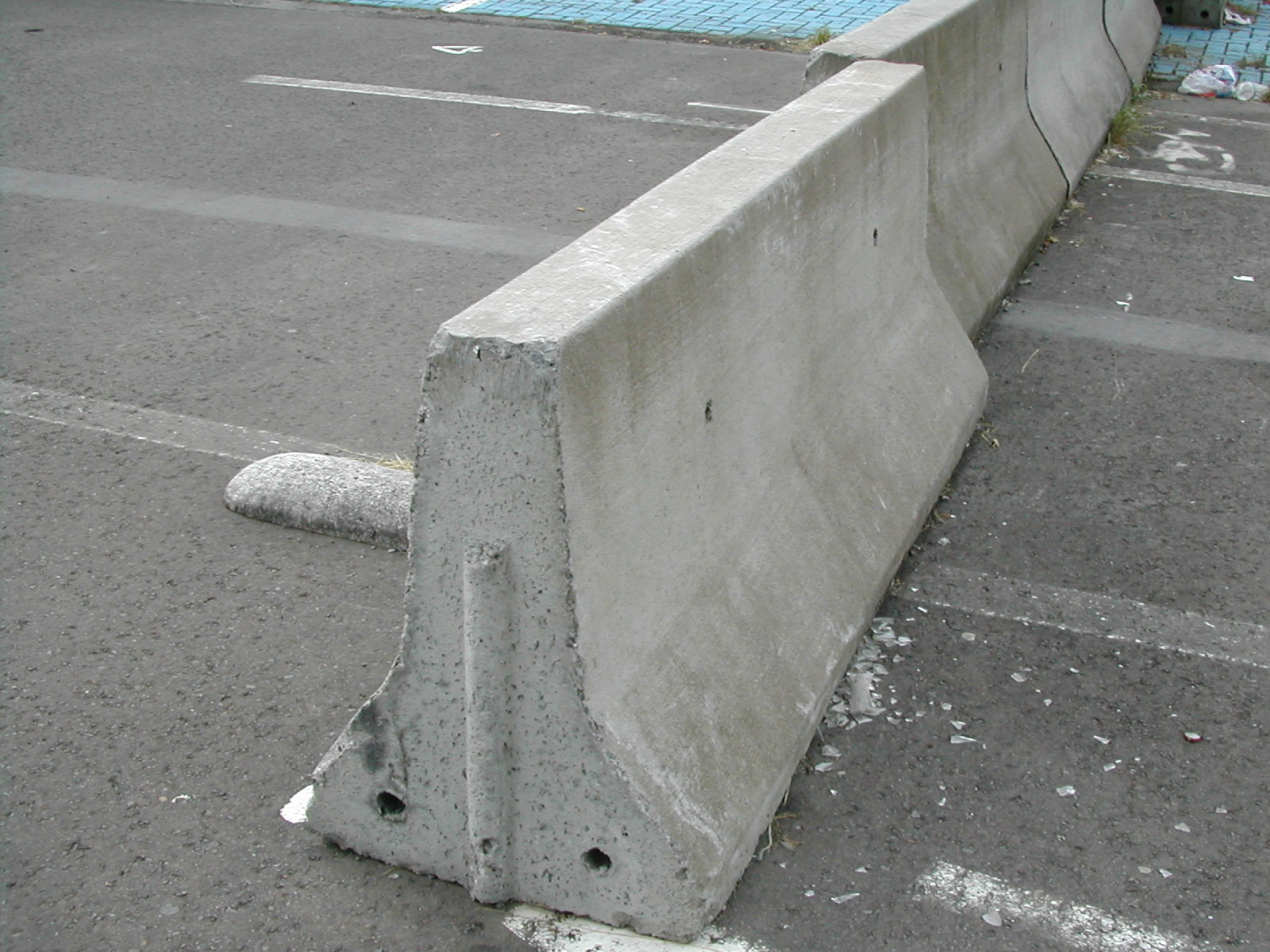
Bloques de hormigón, que pueden ser reciclados.

El reciclaje de  cemento es un método cada vez más común para reutilizar los escombros resultantes en la demolición o acondicionamiento de estructuras hechas de este material. El cemento solía ser transportado hasta vertederos para deshacerse de él, pero su reciclaje tiene un número de beneficios que lo ha hecho una opción más atractiva en esta época de conciencia medioambiental, leyes medioambientales, y el deseo de mantener los costes de las construcciones lo más bajos posibles.
El árido de cemento recolectado tras la demolición se introduce en una moledora. Las unidades de molido aceptan únicamente trozos de cemento sin contaminar, es decir, que deben estar libres de basura, madera, papel, y otros materiales similares. Los metales como los usados en el forjado son aceptables, ya que pueden ser eliminados gracias a electroimanes y otros sistemas de separación, tras lo que son fundidos para su reciclaje en otras instalaciones.[cita requerida] Los remanentes de los bloques de cemento se ordenan por tamaño. Los trozos más grandes pueden ser reconducidos a la máquina. Tras llevar a cabo el molido, las partículas son filtradas por varios métodos distintos, incluyendo la selección a mano y la flotación.
El molido en el mismo lugar de la construcción usando maquinaria de molido transportable reduce el coste de la construcción y la contaminación generada cuando se compara el material desde y hasta una cantera. Existen grandes máquinas portátiles por carretera que pueden moler cemento y asfalto a un ritmo de hasta 600 toneladas por hora. Estos sistemas normalmente consisten en una picadora de escombros, una cinta transportadora de descarga por el lateral, unidad de filtrado y una cinta transportadora para devolver a la picadora los trozos más grandes. Otras máquinas más pequeñas también están disponibles, que pueden manejar hasta 150 toneladas en una hora y puede instalarse en zonas más reducidas. Con la ventaja de contar con otras máquinas auxiliares, como excavadoras, la tendencia del reciclado en el mismo lugar de su extracción en pequeños volúmenes está creciendo rápidamente. Estos conjuntos permiten el reciclado de volúmenes inferiores a 100 toneladas a la hora.

## Usos del hormigón reciclado
Los trozos más pequeños de cemento se usan como gravilla para nuevos proyectos de construcción. La gravilla de base se coloca como la capa más baja de las carreteras, vertiendo tras ello más cemento o asfalto. La Federal Highway Administration puede usar técnicas como esta para construir nuevas autovías hechas del material de las viejas carreteras. El hormigón reciclado también puede ser usado como árido seco para hacer hormigón fresco si está libre de contaminantes.
Los trozos más grandes de cemento, como el riprap, puede ser usado para el control de la erosión. [cita requerida]
Con un control de calidad adecuado en las instalaciones de molido, se puede suministrar ciertos materiales de calidad y estéticamente atractivos como un sustituto del estuco y del acolchado.
Los gaviones pueden ser rellenados con hormigón molido y se pueden apilar para crear muros de contención económicos. Los gaviones apilados también son usados para aumentar la privacidad de un lugar, en lugar de usar una valla.[cita requerida]

## Beneficios
Existe una variedad de beneficios en el reciclaje del cemento en lugar de su vertido o enterramiento en un vertedero. 
- Mantener el hormigón alejado de los vertederos permite ahorrar espacio en estos lugares.[6]
- Usar material reciclado como gravilla reduce la necesidad de construcción de minas a cielo abierto.[6]
- Usar cemento reciclado como material base para carreteras reduce la contaminación creada por su transporte a otros lugares.[6]

## Contras
Han existido una serie de contras en el tema del reciclaje del hormigón cuando se encuentra pintado debido al posible contenido en plomo de la pintura. El laboratorio de investigación de ingeniería de la construcción del Army Corps of Engineers y otros han llevado a cabo varios estudios para comprobar si la pintura basada en plomo en el cemento reciclado realmente supone un riesgo para el ambiente. Los resultados demostraron que el cemento con pintura al plomo podría ser usado como un relleno seguro sin necesidad de tomar precauciones, pero siempre y cuando se colocara sobre ciertos tipos de suelo.